# Picris hieracioides subsp. longifolia
Picris hieracioides subsp. longifolia é uma subespécie de planta com flor pertencente à família Asteraceae. 
A autoridade científica da subespécie é (Boiss. & Reut.) P.D.Sell, tendo sido publicada em Botanical Journal of the Linnean Society 71: 248. 1976.

## Portugal
Trata-se de uma subespécie presente no território português, nomeadamente em Portugal Continental.
Em termos de naturalidade é endémica da Península Ibérica.

## Protecção
Não se encontra protegida por legislação portuguesa ou da Comunidade Europeia.